# إلنيس
إلنيس (بالفرنسية: Elnes)‏ هي بلدية تقع في إقليم باد كاليه من منطقة نور با دو كاليه في شمال فرنسا. تبلغ مساحة هذه المدينة 6.33 (كم²)، وترتفع عن سطح البحر 52 م، يبلغ عدد سكانها 721 نسمة حسب إحصاء المعهد الوطني للإحصاء والدراسات الاقتصادية سنة 2009 م. وترأس Guy Catoen البلدية خلال فترة (2008-2014).